# West Clandon
West Clandon ist ein Dorf im Borough Guildford in der Grafschaft Surrey in Südostengland. Es liegt eine Meile nordwestlich des kleineren Dorfes East Clandon.

## Geschichte und Sehenswürdigkeiten
West Clandon erscheint im Domesday Book ungeteilt als Clanedun, gehalten von Hugo (Hugh) von Edward de Salisbury. Das Vermögen betrug: 2½ Hide; 1 Kirche, 1 Mühle im Wert von 3s, 2½ Pflüge, Wald im Wert von 5 Schweinen. Es brachte seinen Lehnsherren 3 Pfund pro Jahr ein.
Im Clandon Park House, einem Herrenhaus mit palladianischer Architektur, fanden früher Hochzeiten statt. Es wurde im April 2015 durch einen Brand weitgehend zerstört.

### Kirche
Die weitgehend aus dem späten 12. Jahrhundert stammende Kirche hat mittelalterliche Dächer. An der Südwand befindet sich eine kanonische Sonnenuhr. Im Chor sind in einer Glasvitrine einige mittelalterliche Eichentafeln erhalten, die wahrscheinlich aus dem späten 13. oder frühen 14. Jahrhunderts stammen. Die Figuren auf ihnen sind St. Peter und St. Paul zu beiden Seiten des Heiligen Thomas von Canterbury. Die beiden Apostel tragen ihre jeweiligen Embleme, die Schlüssel und das Schwert. Der Märtyrer-Erzbischof zwischen ihnen hat seine rechte Hand im Segen erhoben, während die linke den Kreuzstab hält. Auf dem Nimbus jedes Heiligen befinden sich Spuren von Gold, und die Figuren sind grob schwarz umrandet. Ein Großteil der Kirchenbänke im westlichen Teil des Kirchenschiffs sind schön in dunklem Holz geschnitzt, das von einem ehemaligen Earl of Onslow aus dem Ausland importiert wurde.
Der Turm hatte sechs Glocken, ursprünglich alle von Thomas Lester, 1741. Die dritte, vierte und fünfte Glocke wurde 1875 von Mears und Stainbank neu gegossen.
Die Register beginnen ungewöhnlich früh im Jahr 1536.

## Wirtschaft und Verkehr

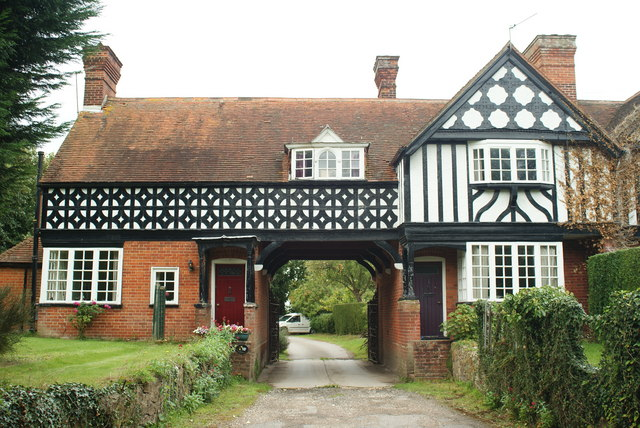
Typisches Haus der Region

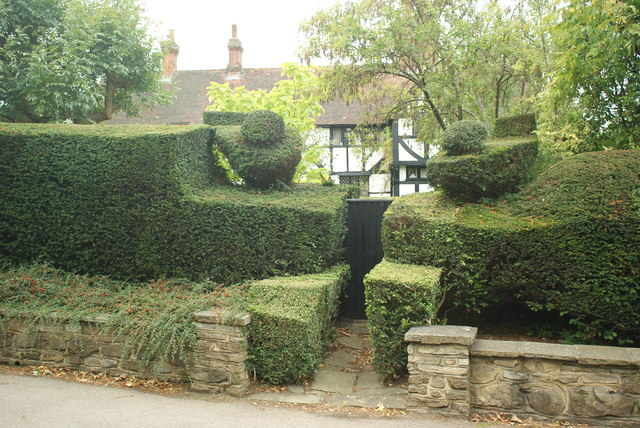
Formschnitt ist üblich in der Region

Innerhalb der Gemeindegrenzen gibt es das Clandon Park Garden Centre. Das Dorf hat zwei Pubs: The Onslow Arms und The Bulls Head sowie eine Royal British Legion.
Dorfbewohner können sich der sozialen Gruppe des Dorfes namens Rompers anschließen.
West Clandon wird vom Bahnhof Clandon bedient, der Haltestellen über Cobham und Stoke D’Abernon sowie über Epsom Richtung Bahnhof London Waterloo in die eine und nach Guildford in die andere Richtung betreibt. Vom ca. 8 km entfernten Woking erreicht man viele weitere Ziele und hat eine schnelle Verbindung nach London.

## Trivia
Der Legende nach blockierte einst ein Drache den Weg nach West Clandon. Zum Gedenken ist ein Drache in die Kreidefläche eines alten Steinbruchs geschnitten. Die Legende wurde 1796 im Gentleman’s Magazine aufgezeichnet, wo berichtet wurde, dass der Drache eine der hinteren Gassen des Dorfes befallen hatte. Ein Soldat tötete den Drachen mit Hilfe seines Hundes. Im Gegenzug dazu wurde er trotz Desertion begnadigt. Das moderne Dorfschild zeigt den Kampf zwischen dem Hund und dem Drachen.
Zu den nahe gelegenen Dörfern gehören Ockham, East und West Horsley. Lokale Städte sind Woking und Guildford.

## Persönlichkeiten
- John Norris (1934–2010), Verleger und Musikproduzent